# Lijst van Cyatholipidae
De lijst van Cyatholipidae bevat alle wetenschappelijk beschreven soorten spinnen uit de familie van de Cyatholipidae.

## Alaranea
Alaranea Griswold, 1997
- Alaranea alba Griswold, 1997
- Alaranea ardua Griswold, 1997
- Alaranea betsileo Griswold, 1997
- Alaranea merina Griswold, 1997

## Buibui
Buibui Griswold, 2001
- Buibui abyssinica Griswold, 2001
- Buibui claviger Griswold, 2001
- Buibui cyrtata Griswold, 2001
- Buibui kankamelos Griswold, 2001
- Buibui orthoskelos Griswold, 2001

## Cyatholipus
Cyatholipus Simon, 1894
- Cyatholipus avus Griswold, 1987
- Cyatholipus hirsutissimus Simon, 1894
- Cyatholipus icubatus Griswold, 1987
- Cyatholipus isolatus Griswold, 1987
- Cyatholipus quadrimaculatus Simon, 1894
- Cyatholipus tortilis Griswold, 1987

## Forstera
Forstera Koçak & Kemal, 2008
- Forstera daviesae (Forster, 1988)

## Hanea
Hanea Forster, 1988
- Hanea paturau Forster, 1988

## Ilisoa
Ilisoa Griswold, 1987
- Ilisoa conjugalis Griswold, 2001
- Ilisoa hawequas Griswold, 1987
- Ilisoa knysna Griswold, 1987

## Isicabu
Isicabu Griswold, 1987
- Isicabu henriki Griswold, 2001
- Isicabu kombo Griswold, 2001
- Isicabu margrethae Griswold, 2001
- Isicabu reavelli Griswold, 1987
- Isicabu zuluensis Griswold, 1987

## Kubwa
Kubwa Griswold, 2001
- Kubwa singularis Griswold, 2001

## Lordhowea
Lordhowea Griswold, 2001
- Lordhowea nesiota Griswold, 2001

## Matilda
Matilda Forster, 1988
- Matilda australia Forster, 1988

## Pembatatu
Pembatatu Griswold, 2001
- Pembatatu embamba Griswold, 2001
- Pembatatu gongo Griswold, 2001
- Pembatatu mafuta Griswold, 2001

## Pokennips
Pokennips Griswold, 2001
- Pokennips dentipes (Simon, 1894)

## Scharffia
Scharffia Griswold, 1997
- Scharffia chinja Griswold, 1997
- Scharffia holmi Griswold, 1997
- Scharffia nyasa Griswold, 1997
- Scharffia rossi Griswold, 1997

## Teemenaarus
Teemenaarus Davies, 1978
- Teemenaarus silvestris Davies, 1978

## Tekella
Tekella Urquhart, 1894
- Tekella absidata Urquhart, 1894
- Tekella bisetosa Forster, 1988
- Tekella lineata Forster, 1988
- Tekella nemoralis (Urquhart, 1889)
- Tekella unisetosa Forster, 1988

## Tekellatus
Tekellatus Wunderlich, 1978
- Tekellatus lamingtoniensis Wunderlich, 1978

## Tekelloides
Tekelloides Forster, 1988

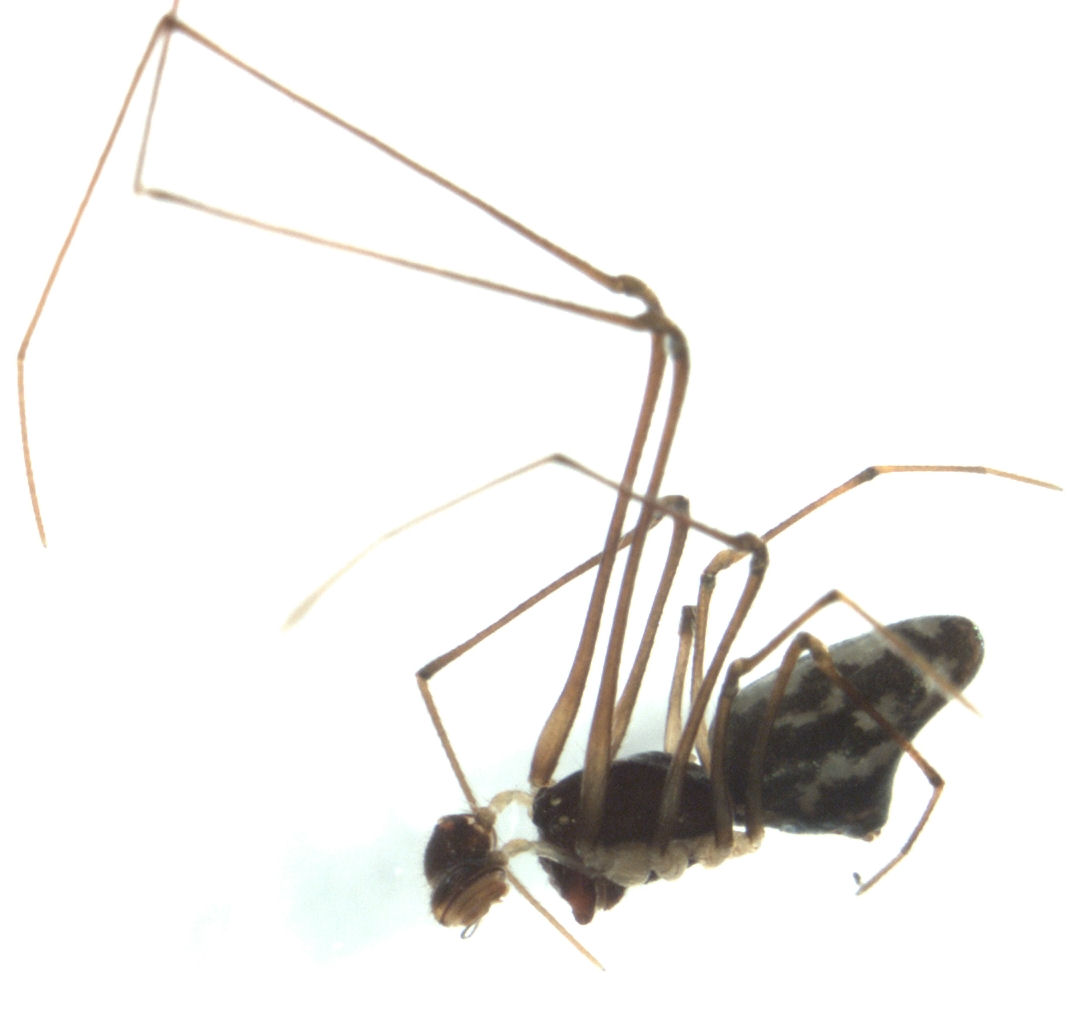
Tekelloides flavonotatus

- Tekelloides australis Forster, 1988
- Tekelloides flavonotatus (Urquhart, 1891)

## Ubacisi
Ubacisi Griswold, 2001
- Ubacisi capensis (Griswold, 1987)

## Ulwembua
Ulwembua Griswold, 1987
- Ulwembua antsiranana Griswold, 1997
- Ulwembua denticulata Griswold, 1987
- Ulwembua nigra Griswold, 2001
- Ulwembua outeniqua Griswold, 1987
- Ulwembua pulchra Griswold, 1987
- Ulwembua ranomafana Griswold, 1997
- Ulwembua usambara Griswold, 2001

## Umwani
Umwani Griswold, 2001
- Umwani anymphos Griswold, 2001
- Umwani artigamos Griswold, 2001

## Uvik
Uvik Griswold, 2001
- Uvik vulgaris Griswold, 2001

## Vazaha
Vazaha Griswold, 1997
- Vazaha toamasina Griswold, 1997

## Wanzia
Wanzia Griswold, 1998
- Wanzia fako Griswold, 1998